# Beerella lantanae
Beerella lantanae är en spindeldjursart som först beskrevs av Tuttle, Baker och Abbatiello 1974.  Beerella lantanae ingår i släktet Beerella och familjen Tetranychidae. Inga underarter finns listade.